# Kanzy El Defrawy
Kanzy Emad El Defrawy (arabisch كنزى عماد الدفراوى [ˈkænzi ʕeˈmæːd ed.defˈɾɑːwi]; * 5. Mai 1994 in Kairo) ist eine ägyptische Squashspielerin.

## Karriere
Kanzy El Defrawy war ab 2008 auf der PSA World Tour aktiv und gewann acht Titel. Ihre beste Platzierung in der Weltrangliste erreichte sie mit Rang 29 im Dezember 2011. Ihre erste Weltmeisterschaft bestritt sie 2010, als sie nach erfolgreicher Qualifikation in der ersten Runde ausschied. Im Jahr darauf erreichte sie das Achtelfinale.
Ab 2012 studierte sie am Trinity College in Hartford. Sie machte ihren Abschluss in International Studies und Französisch.

## Erfolge
- Gewonnene PSA-Titel: 8